# James I. Van Alen
James Isaac Van Alen (* 1776 in Kinderhook, New York; † 23. Dezember 1870 in Newburgh, New York) war ein US-amerikanischer Jurist und Politiker. Zwischen 1807 und 1809 vertrat er den Bundesstaat New York im US-Repräsentantenhaus. Präsident Martin Van Buren war sein Halbbruder.

## Werdegang
James Isaac Van Alen wurde während des Unabhängigkeitskrieges in Kinderhook geboren. Er besuchte Gemeinschaftsschulen. Zwischen 1797 und 1801 war er als Stadtschreiber (city clerk) in Kinderhook tätig. Er nahm in den Jahren 1801 und 1803 an den verfassunggebenden Versammlungen von New York teil. Zwischen 1801 und 1804 war er Friedensrichter. Er saß 1804 in der New York State Assembly. Zwischen 1804 und 1808 sowie zwischen 1815 und 1822 war er Vormundschafts- und Nachlassrichter (surrogate) in Columbia County.
Als Gegner einer zu starken Zentralregierung schloss er sich in jener Zeit der von Thomas Jefferson gegründeten Demokratisch-Republikanischen Partei an. Bei den Kongresswahlen des Jahres 1806 wurde Van Alen im achten Wahlbezirk von New York in das US-Repräsentantenhaus in Washington, D.C. gewählt, wo er am 4. März 1807 die Nachfolge von Henry W. Livingston antrat. Er schied nach dem 3. März 1809 aus dem Kongress aus.
Van Alen starb am 23. Dezember 1870 in Newburgh und wurde in Kinderhook auf dem gleichnamigen Friedhof beigesetzt.